# الجبال الثلجية
الجبال الثلجية(بالإنجليزية: Snowy Mountains)‏، المعروفة بشكل غير رسمي باسم "The Snowies"، هي منطقة حيوية لـIBRA [الإنجليزية] في جنوب نيو ساوث ويلز، أستراليا، وهي أطول سلسلة جبال في البر الرئيسي لأستراليا، تشكل النصف الشمالي الشرقي من جبال الألب الأسترالية (النصف الآخر هو جبال الألب الفيكتورية) وتحتوي على أعلى خمس قمم في أستراليا، وكلها أعلى من 2100 م، بما في ذلك أعلى جبل كوسيوسكو، الذي يصل ارتفاعه إلى 2,228 م فوق مستوى سطح البحر. تشكل مرتفعات تسمانيا البحرية المنطقة الألبية الوحيدة الأخرى الموجودة في أستراليا بأكملها. تشهد الجبال الثلجية تساقط ثلوج طبيعية كبيرة كل شتاء (ومن هنا جاءت تسميتها)، عادةً خلال يونيو ويوليو وأغسطس وأوائل سبتمبر، مع ذوبان الغطاء الثلجي في أواخر الربيع. وتعتبر واحدة من مراكز صناعة قوالب التزلج الأسترالية خلال أشهر الشتاء، حيث تقع جميع منتجعات الثلج الأربعة في نيو ساوث ويلز في المنطقة. النطاق مضيف لجبال الصنوبر والبرقوق، وهو نوع منخفض من الصنوبريات. طريق جبال الألب والطريق السريع للجبال الثلجية هي الطرق الرئيسية عبر منطقة الجبال الثلجية.

## التاريخ

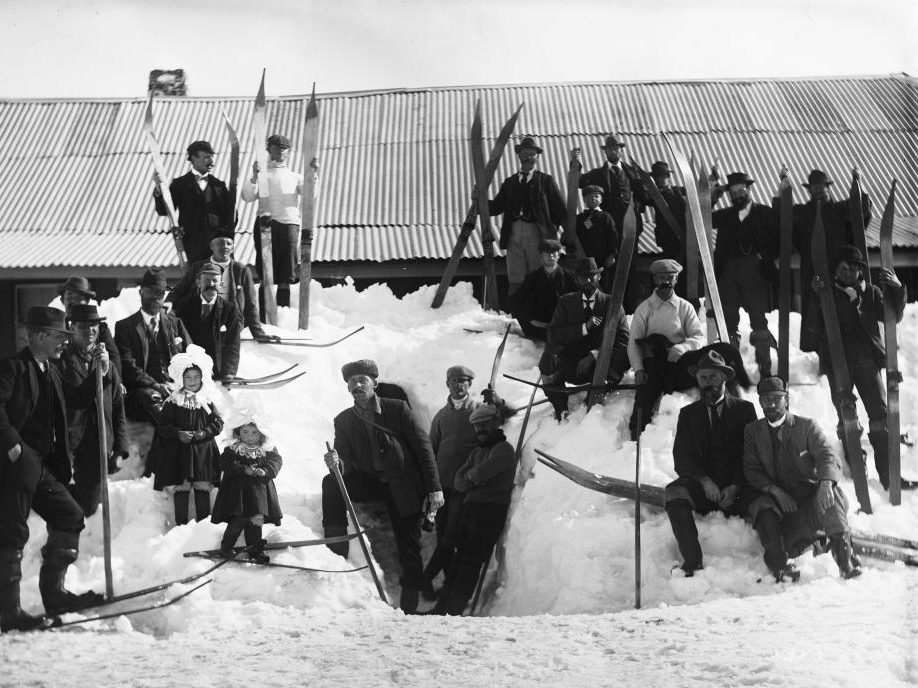
بدأ التزحلق على الجليد في أستراليا في بلدة كياندرا الذهبية حوالي عام 1861.

يُعتقد أن سلسلة الجبال احتلت السكان الأصليين لمدة 20000 عام. كانت تقام التجمعات القبلية على نطاق واسع في هاي كونتري خلال فصل الصيف من أجل وليمة جماعية على فراش البوغونغ. استمرت هذه الممارسة حتى حوالي عام 1865. اكتشف الأوروبيون المنطقة لأول مرة في عام 1835، وفي عام 1840، صعد إدموند سترزيليكي إلى جبل كوسيوسكو وأطلق عليها باسم وطني بولندي. تبع رجال الماشية في البلاد المرتفعة الذين استخدموا الجبال الثلجية للرعي خلال أشهر الصيف. بتذكر قصيدة بانجو باترسون الشهيرة «الرجل من النهر الثلجي». تركت مربيات الماشية إرثًا من الأكواخ الجبلية المنتشرة في جميع أنحاء المنطقة. تتم صيانة هذه الأكواخ اليوم من قبل هيئة المتنزهات الوطنية وخدمة الحياة البرية أو المنظمات التطوعية مثل جمعية أكواخ كوسيوسكو.
في القرن التاسع عشر، كان الذهب يُستخرج من السهول المرتفعة بالقرب من كياندرا. في أوجها، كان عدد سكان هذا المجتمع حوالي 4000 شخص، وكان يدار 14 فندقًا. منذ أن غادر آخر ساكن في عام 1974، أصبحت كياندرا أشبه بمدينة أشباح من الأنقاض والحفريات المهجورة.
ظهرت حديقة كوسيوسكو الوطنية إلى حيز الوجود باسم جبال تشيس الثلجية الوطنية في 5 ديسمبر 1906. وفي عام 1944 أصبحت حديقة كوسيوسكو الحكومية، ثم حديقة كوسيوسكو الوطنية في عام 1967. بدأ التزلج الترفيهي في كينادرا في ستينيات القرن التاسع عشر وشهد ازدهارًا في القرن العشرين بعد بدء بناء مخطط الجبال الثلجية الكهرومائية بين عامي 1949 و 1976 والذي جلب العديد من العمال الأوروبيين إلى المنطقة وفتح الوصول إلى نطاق المنطقة.

### التزلج
أثار اكتشاف الذهب في كياندرا (الذي يبلغ ارتفاعه 1,400 م أو 4,600 قدم)، في عام 1859، لفترة وجيزة آلاف السكان فوق خط الجليد وشهد إدخال التزلج الترفيهي إلى الجبال الثلجية حوالي عام 1861.[بحاجة لمصدر]
كانت كياندرا غولدرش قصيرة العمر، لكن البلدة ظلت مركز خدمة للتزلج الترفيهي والبقاء على قيد الحياة لأكثر من قرن. تم تركيب أول T-Bar في أستراليا في كياندرا في عام 1957، ولكن تم نقل مرافق التزلج في النهاية إلى أعلى التل إلى سيلوين سنو فيلدز في عام 1978. تقع المنحدرات الأكثر انحدارًا والثلوج الأكثر وثوقية تقع إلى الجنوب وفي القرن العشرين، تحول تركيز التزلج الترفيهي في نيو ساوث ويلز جنوبًا، إلى منطقة جبل كوسيوسكو. تم بناء Kosciuszko Chalet في شارلوت باس في عام 1930، مما يوفر وصولاً مريحًا نسبيًا إلى أعلى تضاريس أستراليا. في عام 1964، تفاخرت أستراليا لفترة وجيزة بـ «أطول مصعد في العالم»، مصمم لنقل المتزلجين من وادي ثريدبو إلى شارلوت باس، ولكن سرعان ما أغلقت بسبب الصعوبات الفنية.  عند 1,760 م (5,774 قدم)، تمتلك شارلوت باس أعلى ارتفاع في قاعدة القرية مقارنة بأي منتجع تزلج في أستراليا ولا يمكن الوصول إليه إلا عن طريق النقل فوق الثلوج في فصل الشتاء. أدى العدد المتزايد من عشاق التزلج المتجهين إلى شارلوت باس إلى إنشاء مقهى في سميجين هولز في حوالي عام 1939، حيث كانت الزلاجات التي تجرها الخيول توفر للمتزلجين لبدء التزلج الشاق إلى شاليه كوسيوسكو. لقد كان بناء مخطط الجبال الثلجية الكهرومائي الواسع من عام 1949 هو الذي فتح الجبال الثلجية لتنمية صناعة التزلج على نطاق واسع وأدى إلى إنشاء Thredbo و Perisher كمنتجعات أسترالية رائدة. جلب بناء سد Guthega المتزلجين إلى منطقة Guthega المعزولة وتم تركيب حبل سحب هناك في 1957
شارلوت باس هي منطقة تزلج شهيرة في جبال Snowy Mountains العليا، كما تم إنشاء Skifields من جانب كوسيوسكو خلال هذه الفترة، على الرغم من أن وجودها لم يتحقق إلا قليلاً الآن. تأسس نادي جبال الألب الأسترالي في عام 1950 على يد تشارلز أنطون. تم بناء الأكواخ في "Backcountry" بالقرب من جبل كوسيوسكو بما في ذلك كوناما هوت، الذي افتتح لموسم 1953. تم تركيب حبل سحب على جبل نورثكوت في الموقع وافتتح في عام 1954. أثبت الموقع أنه ممتاز للتزلج السريع، لكن الكوخ دمر في انهيار جليدي، وقتل أيضًا شخصًا واحدًا، في عام 1956.
أدرك أنطون أيضًا إمكانات وادي ثريدبو لبناء منتجع وقرية رئيسيين، بتضاريس عمودية جيدة. بدأ البناء في عام 1957. اليوم، يوجد في ثيردبو 14 مصعدًا للتزلج ويمتلك أطول منتجع للتزلج في أستراليا، على بعد 5.9 كم من Karel's T-Bar إلى Friday Flat ؛ أكبر هبوط رأسي في أستراليا بلغ 672 مترًا؛ وأعلى نقطة مرفوعة في أستراليا عند 2037 م.
جاء آخر إنشاء لحقل تزلج رئيسي في نيو ساوث ويلز مع تطوير ماونت بلو كاو في الثمانينيات. في عام 1987، تم افتح سكك حديد Skitube Alpine لمصمم سويسري لنقل المتزلجين من Bullocks Flat، على طريق جبال الألب، إلى Perisher Valley وإلى Blue Cow، والتي افتتحت أيضًا في عام 1987. اشترى مشغلو Blue Cow Guthega في عام 1991، واندمج المنتجع المشترك الجديد لاحقًا مع Perisher-Smiggins ليصبح أكبر منتجع للتزلج في نصف الكرة الجنوبي. في عام 2020، كان لدى بيرشير 47 مصعدًا تغطي 1245 هكتارًا وأربع مناطق قروية أساسية: Perisher Valley و Blue Cow و Smiggin Holes و Guthega.

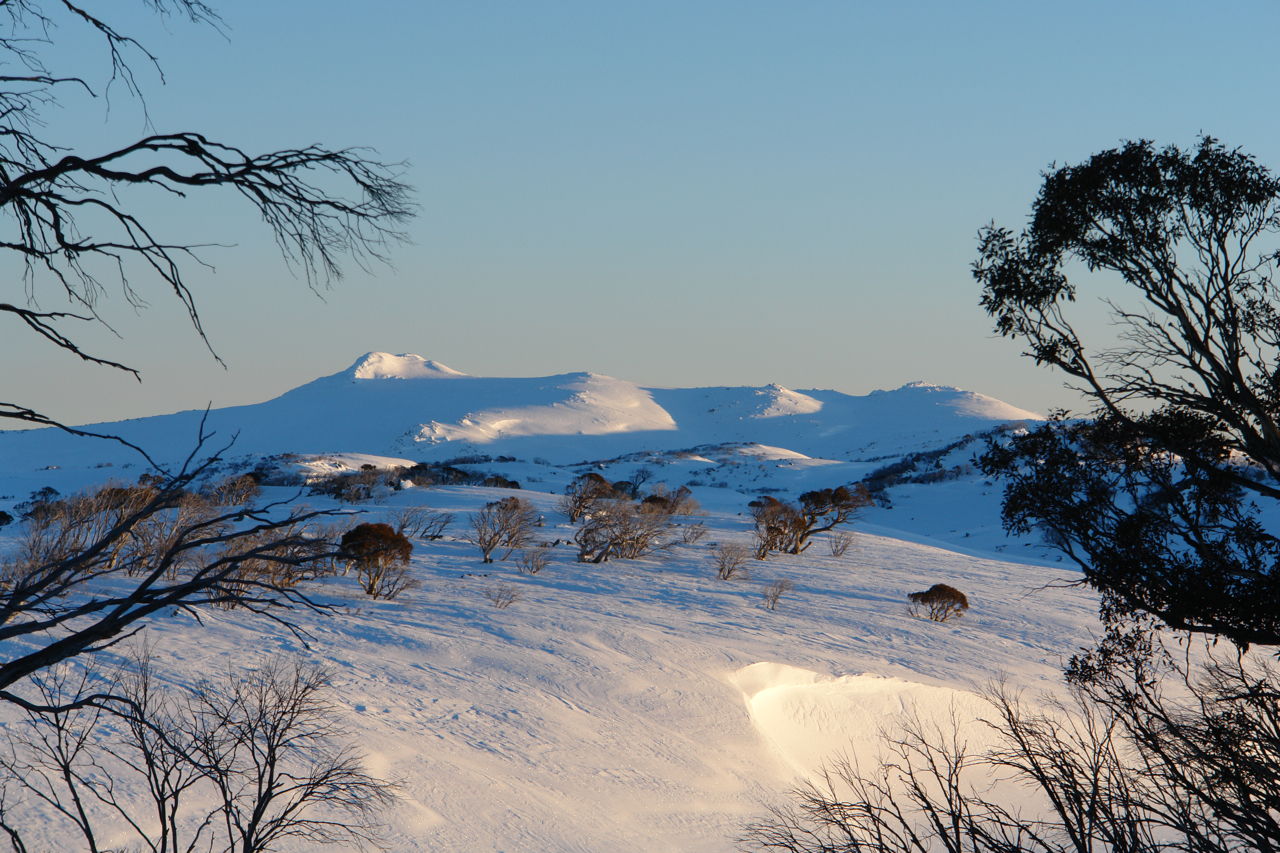
شروق الشمس فوق جبل Jagungal

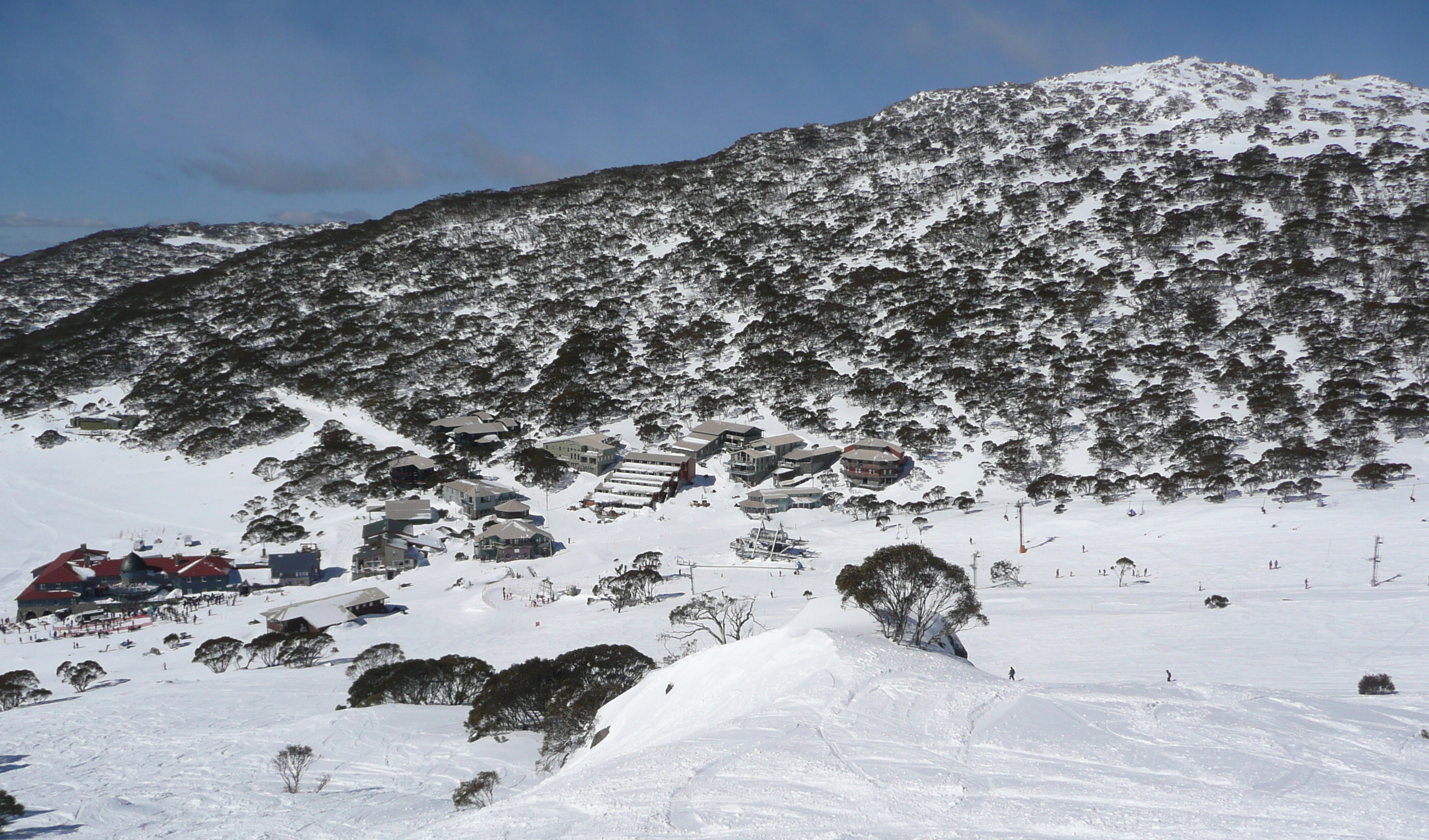
شارلوت باس هي منطقة تزلج شهيرة في الجبال الثلجية الع
ليا

### مخطط الجبال الثلجية

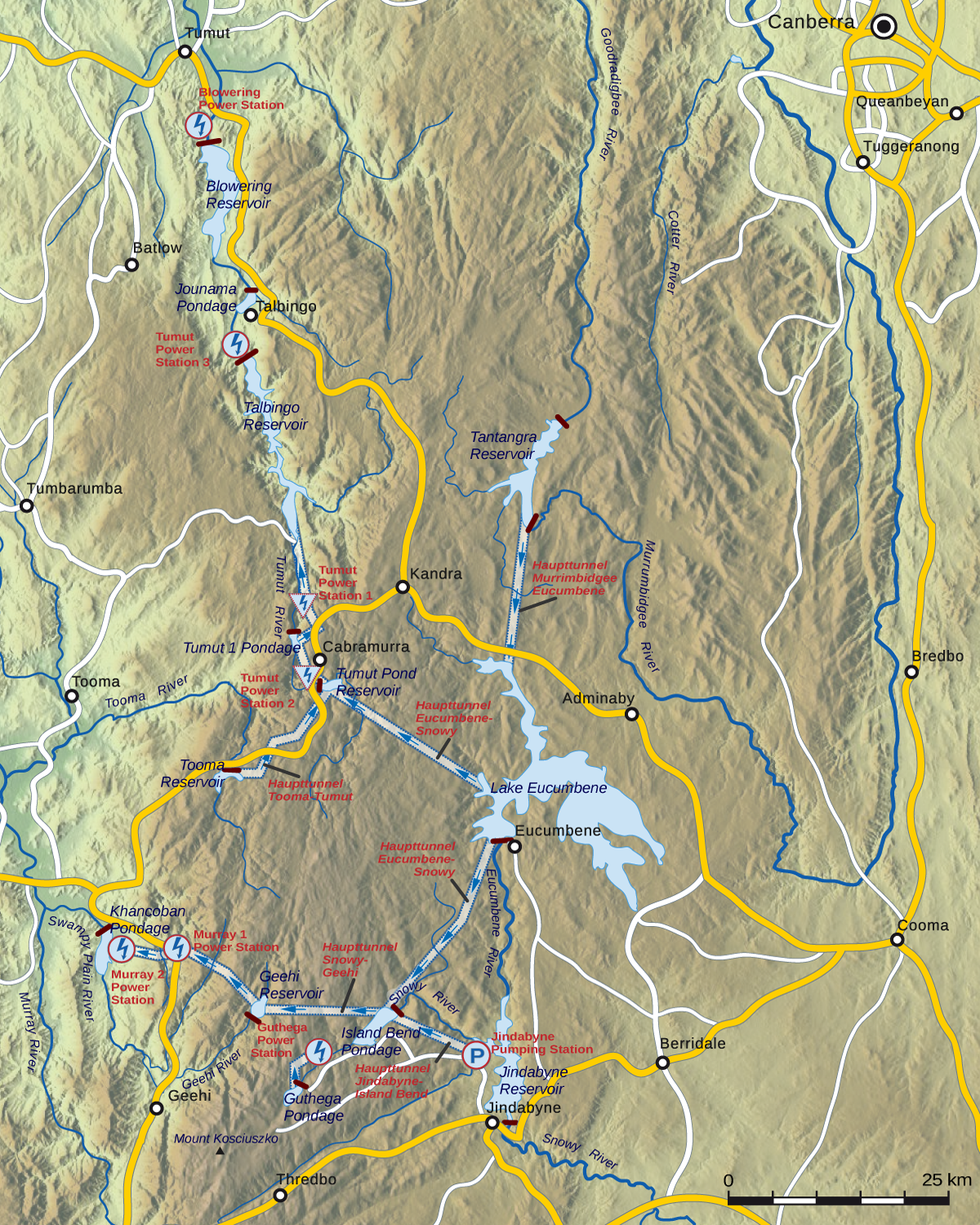
خريطة مخطط الجبال الثلجية

تغذي الجبال الثلجية أيضًا نهري مورومبيدجي وموراي من نهر توما ونهر وايتس ونهر يارانجوبيلي. ربما اشتهر النطاق بمشروع Snowy Mountains Scheme، وهو مشروع لسد النهر الثلجي، مما يوفر المياه للري والطاقة الكهرومائية. بدأ المشروع في عام 1949 وظف 100 ألف رجل ثلثيهم جاءوا من ثلاثين دولة أخرى خلال سنوات ما بعد الحرب العالمية الثانية. اجتماعيًا، يرمز هذا المشروع إلى فترة أصبحت خلالها أستراليا «بوتقة انصهار» عرقية في القرن العشرين، ولكنها غيرت أيضًا طابع أستراليا وزادت من تقديرها لمجموعة واسعة من التنوع الثقافي. قام المشروع ببناء العديد من المدن المؤقتة لعمال البناء، والتي أصبح العديد منها دائمًا: Cabramurra (أعلى مدينة في أستراليا)؛ وخانكوبان. بالإضافة إلى ذلك، تم دعم اقتصاد كوما من خلال المخطط. غمرت المياه البلدات في Adaminaby و Jindabyne و Talbingo من خلال بناء بحيرات Eucumbene و Jindabyne و Talbingo.
مكّن وصول المركبات المحسنة إلى هايج كونتري من بناء قرى منتجعات التزلج في ثيردبو وغوتيغا في الخمسينيات من القرن الماضي من قبل عمال Snowy Scheme السابقين الذين أدركوا إمكانية التوسع في صناعة التزلج الأسترالية.
بحلول عام 1974، ربط 145 كـم (90 ميل) من الأنفاق و 80 كـم (50 ميل) من ستة عشر سداً وسبع محطات للطاقة (اثنان تحت الأرض) ومحطة ضخ واحدة. صنفت الجمعية الأمريكية للمهندسين المدنيين المشروع الثلجي على أنه «مشروع هندسة مدنية من الطراز العالمي». البحيرات الرئيسية التي أنشأها المخطط تشمل: بحيرة Eucumbene و Blowering Dam و Talbingo Dam وبحيرة Jindabyne و Tantangara Dam.

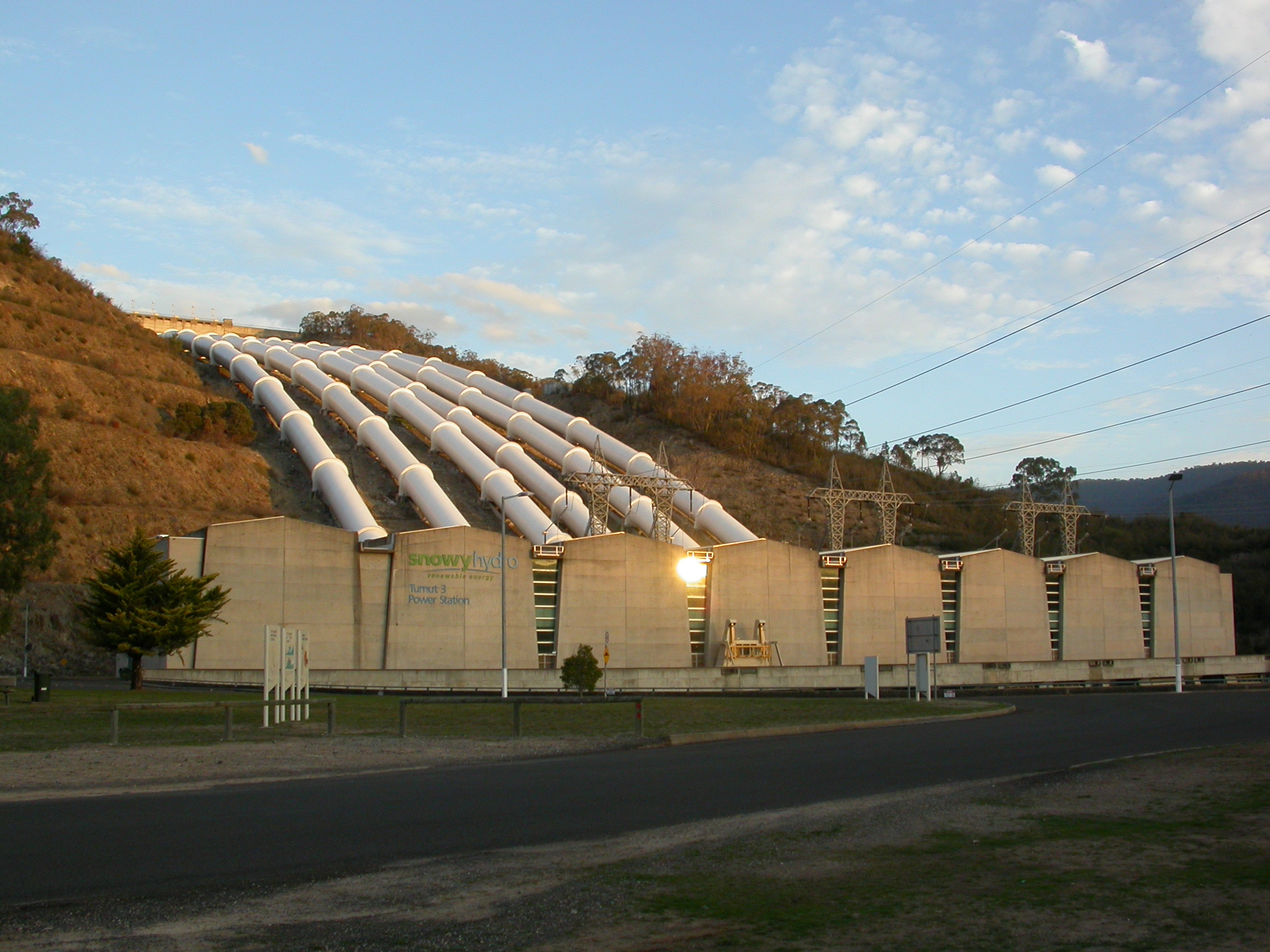
محطة توليد توموت 3.

## الجغرافيا

### المناخ

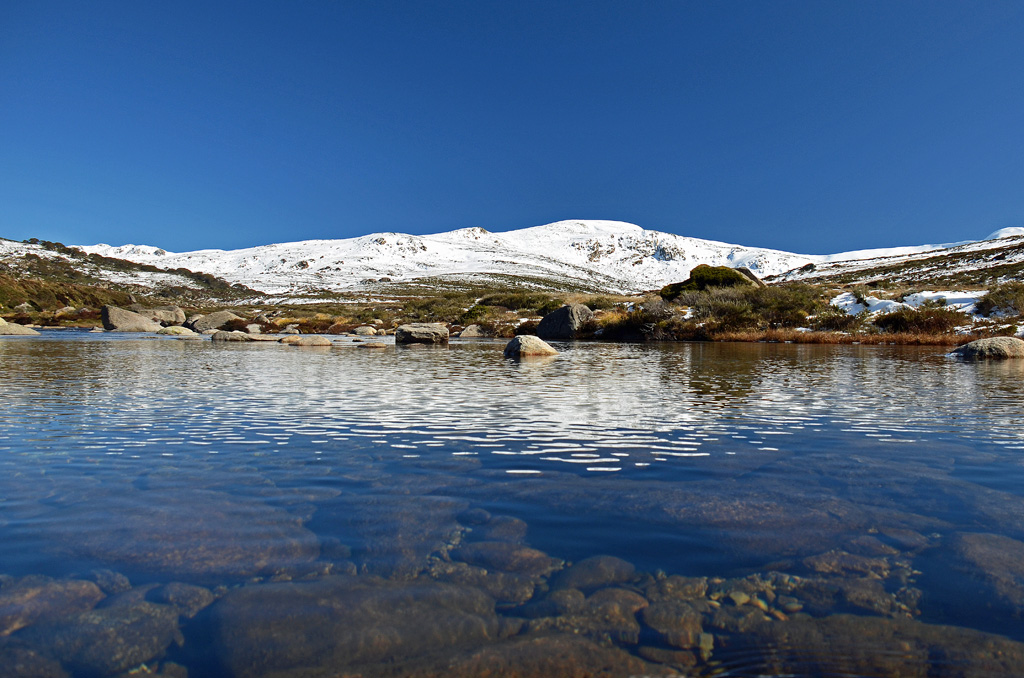
جبل كوسيوسكو من النهر الثلجي.

جبل كوسيوسكو من النهر الثلجي. تشهد المناطق العليا من المنتزه مناخًا جبال الألب وهو أمر غير معتاد في البر الرئيسي لأستراليا. ومع ذلك، فإن قمم النطاق الرئيسي فقط هي التي تخضع لثلوج شتوية كثيفة ثابتة. سجلت محطة المناخ في شارلوت باس أدنى درجة حرارة في أستراليا عند -23.0 درجة مئوية في 28 يونيو 1994.

### البحيرات جليدية

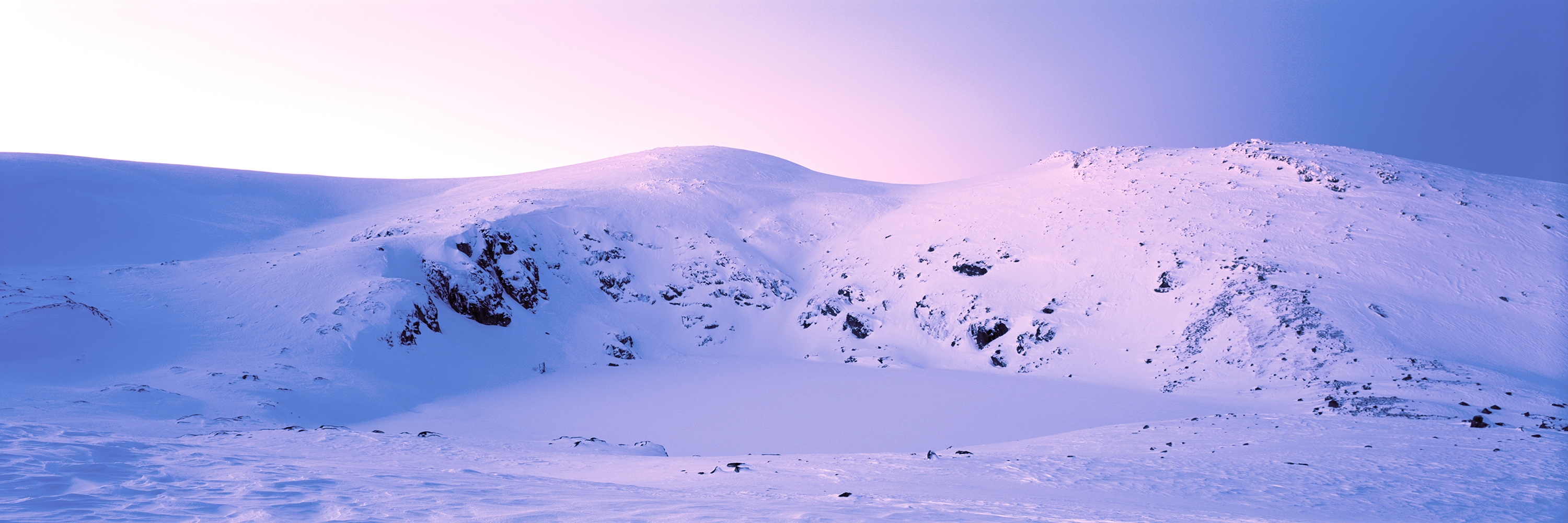
بحيرة Cootapatamba في الوادي الجليدي المميز على شكل حرف U، منتزه كوسيوسكو الوطني.

بحيرة كوتاباتامبا في الوادي الجليدي المميز على شكل حرف U، منتزه كوسيوسكو الوطني. يحتوي جزء من الجبال المعروفة باسم ماين راينج على خمس بحيرات جليدية في أستراليا. أكبر هذه البحيرات هي البحيرة الزرقاء، وهي واحدة من منابع النهر الثلجي. البحيرات الجليدية الأربع الأخرى هي بحيرة ألبينا وبحيرة كووتاباتامبا وبحيرة كلوب وهيدلي تارن. خلال العصر الجليدي الأخير، الذي بلغ ذروته منذ حوالي 20000 عام في عصر البليستوسين، شهدت أعلى قمم النطاق الرئيسي بالقرب من جبل كوسيوسكو مناخًا فضل تكوين الأنهار الجليدية، والتي لا يزال من الممكن رؤية الدليل عليها حتى يومنا هذا. يمكن رؤية سيرك مورينيس وبحيرات تارن وروش موتونيه وغيرها من الميزات الجليدية في المنطقة. بحيرة كوتاباتامبا، التي تشكلت عن طريق تسرب الجليد من الجناح الجنوبي لجبل كوسيوسكو، هي أعلى بحيرة في البر الرئيسي الأسترالي. بحيرة ألبينا، بحيرة كلوب، البحيرة الزرقاء، وهيدلي تارن لها أصول جليدية.
هناك بعض الخلاف حول مدى انتشار التجلد البليستوسيني على النطاق الرئيسي، ولا يوجد دليل يذكر من فترات جليدية سابقة. يبدو أن "ديفيد مورين"، وهو عبارة عن سلسلة من التلال يبلغ طولها كيلومتر واحد يمر عبر وادي سبنسرز كريك، تشير إلى وجود نهر جليدي أكبر في هذه المنطقة في وقت ما، ومع ذلك فإن الأصل الجليدي لهذه الميزة محل خلاف.
هناك أدلة على نشاط حوائط الجليدية في المنطقة. ويبدو أن سوليفلكشن قد أنشأت مدرجات على الجانب الشمالي الغربي من جبل نورثكوت. يعتبر الصقيع أيضًا عاملًا مهمًا لتآكل التربة في منطقة كوسيوسكو.

## البيئة

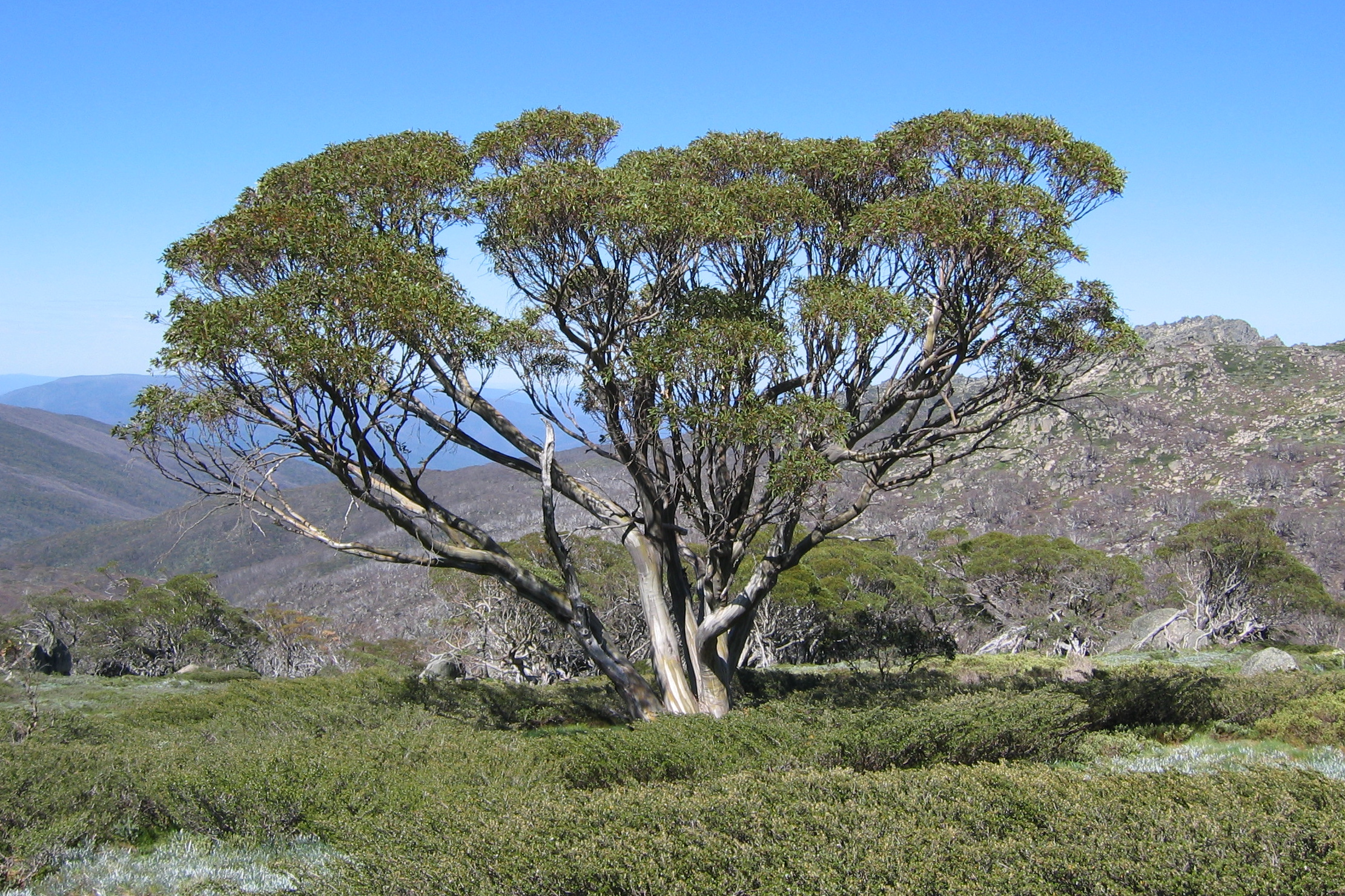
صمغ الثلج على خط الأشجار على طول Dead Horse Gap Walk، حديقة كوسيوسكو الوطنية.

تغطي الجبال الثلجية مجموعة متنوعة من المناطق المناخية التي تدعم العديد من النظم البيئية المتميزة. تعد منطقة جبال الألب الواقعة فوق خط الشجرة واحدة من أكثر المناطق هشاشة وتغطي أصغر مساحة. هذه المنطقة عبارة عن خليط من أعشاب جبال الألب وحقول الأعشاب والفلدمارك والمستنقعات والسفن. تعتبر بيئة الفلدمارك البيئية مستوطنة في منطقة جبال الألب، وتغطي مساحة 300000 متر مربع فقط (3,200,000 قدم 2). إنها الأكثر عرضة لخطى تجول السياح غير المبالين.

### الحيوانات
يعيش العديد من الأنواع النباتية والحيوانية النادرة أو المهددة بالانقراض داخل الجبال الثلجية. تعد حديقة كوسيوسكو الوطنية موطنًا لواحد من أكثر الأنواع المهددة بالانقراض في أستراليا (الضفدع الكوربوري)، وتقع قزم الأبوسوم الجبلي المهددة بالانقراض و antechinus الغامق الأكثر شيوعًا في أعالي المنتزه. بحلول عام 2008، وصل عدد الخيول البرية في الحديقة الوطنية إلى 1700 مع زيادة هذا الرقم بمقدار 300 كل عام، مما أدى إلى تنسيق سلطات المتنزه في إعدامها ونقلها.

### النباتات
تسود غابات جبال الألب في المرتفعات التي تتميز بصمغ الثلج. توجد أيضًا غابات الصلبة المتصلبة الجبلية والرطبة عبر النطاقات، مما يدعم مجموعات كبيرة من رماد جبال الألب وصمغ الجبال. في منطقة برية جنوب بيدبو، تسود غابات التصلب الجاف والغابات. من بين العديد من الأشجار المحلية المختلفة في الحديقة، أصبح الدردار الصيني الكبير متجنسًا.

### حرائق الغابات الجبلية الثلجية
في صيف عام 2003، شهدت جبال الألب الأسترالية أكبر حرائق في الأدغال منذ أكثر من 60 عامًا حيث تم حرق ما يقدر بنحو 1.73 مليون هكتار. اندلعت حرائق الغابات في جميع أنحاء فيكتوريا ونيو ساوث ويلز (نيو ساوث ويلز) وإقليم العاصمة الأسترالية (ACT) أثناء الجفاف الذي يعد واحدًا من الأسوأ منذ 103 عامًا من سجلات الطقس الأسترالية الرسمية.
تعتبر الحرائق سمة طبيعية للنظام البيئي للمنتزه، لكن الأمر سيستغرق بعض الوقت حتى تعود المنطقة إلى حالتها قبل عام 2003. آثار حرائق الغابات في جبال الألب الشرقية الفيكتورية عام 2003 والتي تُظهر سفوح التلال المحترقة على طول طريق أوميو السريع، بالقرب من أنجلرز ريست، فيكتوريا، أستراليا. في نوفمبر 2004، تم تشكيل لجنة «فرقة العمل للتعافي من حرائق الغابات في الجبال الثلجية» من قبل وزارة رئيس وزراء ولاية نيو ساوث ويلز لمساعدة السكان في المنطقة على التعافي من الحرائق. كلفت فرقة العمل لويز دارمودي من Sound Memories لإنتاج فيلم وثائقي يشارك فيه 26 شخصًا من Snowy Mountains للحديث عن تجاربهم. شمل الأشخاص الذين تمت مقابلتهم مزارعين وأطفال مدارس ومتطوعين وموظفين من دائرة الإطفاء الريفية في نيو ساوث ويلز والمنتزه الوطني الثلجي هيدرو. مرة أخرى في عام 2020، كان هناك حريق كبير في الأدغال في الجبال الثلجية.

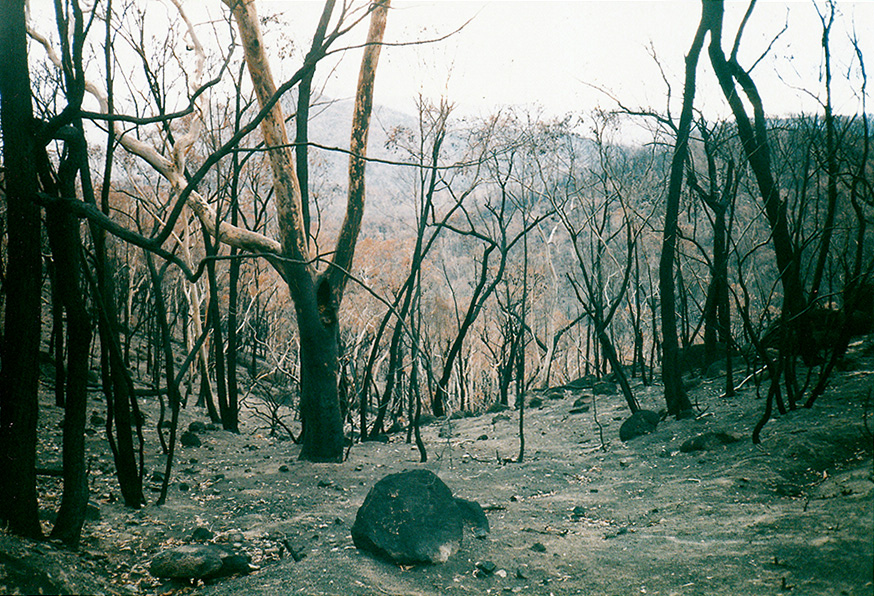
آثار حرائق الغابات في جبال الألب الشرقية الفيكتورية عام 2003 والتي تُظهر سفوح التلال المحترقة على طول طريق أوميو السريع، بالقرب من أنجلرز ريست، فيكتوريا، أستراليا.

## روابط خارجية
- The Snowy: The People behind the Power – An historic account about the multinational workforce that built the Snowy Mountain Hydro-Electric scheme by Siobhan McHugh.
- Visitor's Guide to the Snowy Mountains - Visit NSW
- "Oral history interviews for the 'Spirit and Survival Project' regarding the Snowy Mountain bushfires by Louise Darmody, November 2004-January 2005". Amplify - State Library of New South Wales Catalogue. Retrieved 4 June 2018.
- "People of the high country interviewed by Klaus Hueneke,1976-1986". State Library of New South Wales Catalogue. Retrieved 4 June 2018.